# Município de Mesopotamia (condado de Trumbull, Ohio)
O município de Mesopotamia (em inglês: Mesopotamia Township) é um município localizado no condado de Trumbull no estado estadounidense de Ohio. No ano de 2010 tinha uma população de 3.387 habitantes e uma densidade populacional de 48,62 pessoas por km².

## Geografia
O município de Mesopotamiabern encontra-se localizado nas coordenadas 41° 27′ 48″ N, 80° 57′ 14″ O. Segundo a Departamento do Censo dos Estados Unidos, o município tem uma superfície total de 69.66 km², da qual 69,66 km² correspondem a terra firme e (0 %) 0 km² é água.

## Demografia
Segundo o censo de 2010, tinha 3.387 habitantes residindo no município de Mesopotamia. A densidade populacional era de 48,62 hab./km². Dos 3.387 habitantes, o município de Mesopotamia estava composto pelo 97,79 % brancos, o 1,62 % eram afroamericanos, o 0,09 % eram amerindios, o 0,09 % eram asiáticos e o 0,41 % eram de uma mistura de raças. Do total da população o 0,21 % eram hispanos ou latinos de qualquer raça.